# Hornazo
L'hornazo è un pasticcio di carne diffuso nelle province di Salamanca e di Avila, realizzato con farina e lievito e farcito con lonza di maiale, chorizo, jamón serrano e uova sode.
In diverse parti della Spagna esistono piatti simili all'hornazo e di solito hanno in comune la preparazione in forno (in spagnolo horno significa "forno") e il fatto che di solito vengono consumati o subito prima della Quaresima, periodo in cui non era consentito mangiare carne o uova, oppure alla fine della Semana Santa.